# نيكولا جافورى
نيكولا جافورى (بالفرنسية: Nicolas Gavory) (16 فبراير 1995 ببوفيه في فرنسا - ) هو لاعب كرة قدم فرنسي في مركز الوسط. شارك مع منتخب فرنسا تحت 16 سنة لكرة القدم ومنتخب فرنسا تحت 17 سنة لكرة القدم ومنتخب فرنسا تحت 19 سنة لكرة القدم. أما مع النوادي، فقد لعب مع نادي أوكسير وAS Béziers Hérault ‏.

## وصلات خارجية
- نيكولا جافورى على موقع رابطة كرة القدم الفرنسية للمحترفين (الإنجليزية)
- نيكولا جافورى على موقع قاعدة بيانات كرة القدم.إي يو (الإنجليزية)
- نيكولا جافورى على موقع ليكيب (الفرنسية)
- نيكولا جافورى على موقع Soccerway.com (الإنجليزية)
- نيكولا جافورى على موقع عالم كرة القدم.نت (الإنجليزية)